# Antonio Mota
Antonio Mota Romero (Città del Messico, 26 gennaio 1939 – 13 settembre 1986) è stato un calciatore messicano, di ruolo portiere.

## Carriera
Durante la sua carriera ha vestito le maglie del Club Deportivo Oro e Club Necaxa.
Ha fatto parte delle selezioni della Nazionale messicana ai Mondiali del 1962 e del 1970.

## Palmarès

### Club

#### Competizioni nazionali
- Campionato messicano: 1

Oro: 1962-1963
- Coppa del Messico: 1

Necaxa: 1965-1966
- Supercoppa del Messico: 1

Necaxa: 1966